# Deutsche Cadre-47/2-Meisterschaft 1964/65
Die Deutsche Cadre-47/2-Meisterschaft 1964/65 war eine Billard-Turnierserie und fand vom 10. bis zum 13. Dezember 1964   in Essen zum 38. Mal  statt.

## Geschichte
Mit einer Überraschung endete die 38. Deutsche Meisterschaft im Cadre 47/2. Lokalmatador Norbert Witte vom BC Borbeck 60 aus Essen gewann das Turnier bei nur einer 328:400-Niederlage in 23 Aufnahmen gegen den Kölner Josef Bolz. Zweiter wurde Titelverteidiger Siegfried Spielmann aus Düsseldorf vor dem Münsteraner Joachim Eiter. Sehr unglücklich verlief das Turnier für den Berliner Geheimfavoriten Dieter Müller. Bereits in der Anfangsphase des Turniers verlor er äußerst knapp mit 396:400 gegen Metzemacher und mit 399:400 gegen Bolz.

## Turniermodus
Das ganze Turnier wurde im Round-Robin-System bis 400 Punkte mit Nachstoß gespielt. Bei MP-Gleichstand wurde in folgender Reihenfolge gewertet:
1. MP = Matchpunkte
2. GD = Generaldurchschnitt
3. HS = Höchstserie

## Abschlusstabelle
| MP    | Match Points (Sieger = 2; Unentschieden = 1; Verlierer = 0) |
| Pkte. | Erzielte Karambolagen                                       |
| Aufn. | Benötigte Versuche                                          |
| GD    | Generaldurchschnitt                                         |
| BED   | Bester Einzeldurchschnitt eines Spielers                    |
| HS    | Höchstserie                                                 |
|       | Bester GD des Turniers                                      |
|       | Bester ED des Turniers                                      |
|       | Beste HS des Turniers                                       |
|       | 1. Platz (Gold)                                             |
|       | 2. Platz (Silber)                                           |
|       | 3. Platz (Bronze)                                           |

| Klassement                 | Klassement                               | Klassement | Klassement | Klassement | Klassement | Klassement | Klassement |
| Platz                      | Name                                     | MP         | Pkte.      | Aufn.      | GD         | BED        | HS         |
| -------------------------- | ---------------------------------------- | ---------- | ---------- | ---------- | ---------- | ---------- | ---------- |
| 1                          | Norbert Witte (Essen)                    | 12:2       | 2728       | 131        | 20,82      | 28,57      | 106        |
| 2                          | Siegfried Spielmann (Düsseldorf)         | 9:5        | 2585       | 148        | 17,70      | 40,00      | 118        |
| 3                          | Joachim Eiter (Münster)                  | 8:6        | 2282       | 173        | 13,19      | 17,39      | 93         |
| 4                          | Hartmut Burwig (Berlin)                  | 7:7        | 2442       | 178        | 13,71      | 21,05      | 104        |
| 5                          | Dieter Müller (Berlin)                   | 6:8        | 2567       | 189        | 13,58      | 18,18      | 182        |
| 6                          | Matthias Metzemacher (Bergisch Gladbach) | 6:8        | 2530       | 211        | 11,99      | 16,66      | 107        |
| 7                          | Josef Bolz (Köln)                        | 6:8        | 2482       | 235        | 10,56      | 17,39      | 86         |
| 8                          | Ewald Kajan (Duisburg)                   | 2:12       | 2060       | 189        | 10,89      | 10,52      | 125        |
| Turnierdurchschnitt: 13,55 |                                          |            |            |            |            |            |            |